# SPANXN5
SPANXN5 (англ. SPANX family member N5) – білок, який кодується однойменним геном, розташованим у людей на X-хромосомі. Довжина поліпептидного ланцюга білка становить 72 амінокислот, а молекулярна маса — 8 277.
| 10         |  | 20         |  | 30         |  | 40         |  | 50         |
| ---------- |  | ---------- |  | ---------- |  | ---------- |  | ---------- |
| MEKPTSSTNG |  | EKRKSPCDSN |  | SKNDEMQETP |  | NRDLVLEPSL |  | KKMKTSEYST |
| VLVLCYRKTK |  | KIHSNQLEND |  | QS         |  |            |  |            |

C: Цистеїн

D: Аспарагінова кислота

E: Глутамінова кислота

G: Гліцин

H: Гістидин

I: Ізолейцин

K: Лізин

L: Лейцин

M: Метіонін

N: Аспарагін

P: Пролін

Q: Глутамін

R: Аргінін

S: Серин

T: Треонін

V: Валін